# Droit slovaque
Le droit slovaque est un droit de tradition civiliste appliqué en Slovaquie depuis la scission de la Tchécoslovaquie, dont elle est l'un des États successeurs avec la République tchèque.

## Sources du droit

### Bloc de constitutionnalité: Constitution et lois constitutionnelles
L'article 152(4) de la Constitution dispose que les lois constitutionnelles, lois et autres règlements, doivent être conformes à la Constitution. Concernant les traités internationaux, l'article 125a(1) dispose la supériorité de la Constitution et des lois constitutionnelles.
Les lois constitutionnelles (ústavné zákony) sont adoptées par un vote à la majorité des trois cinquièmes des membres du Conseil national, soit 90 députés. Parmi les lois constitutionnelles les plus importantes se trouvent :
- la loi constitutionnelle 227/2002 sur la sécurité de l’État en guerre, l'état de guerre ou l'état d'urgence,
- la loi constitutionnelle 397/2004 sur la coopération du Conseil national de la République slovaque et le gouvernement de la République slovaque dans les affaires de l'Union européenne.

### Traités internationaux
L'article 1er alinéa 2 de la Constitution  dispose que « la République slovaque reconnaît et accepte les règles générales du droit international, les traités internationaux par lesquels elle est liée, et les autres obligations internationales ».

### Droit de l'Union européenne
L'article 7(2) de la Constitution dispose que la Slovaquie peut « transférer l'exercice d'ue partie de ses compétences aux Communautés européennes et à l'Union européenne ». Selon ce même article, le droit de l'Union européenne doit être transposé en droit par la loi ou le règlement.

### Législation
Les lois ordinaires (zákony) sont adoptées par un vote à la majorité qualifiées des membres du Conseil national. Le quorum correspond à cette majorité qualifiée.

### Règlement
Les règlements (nariadenia) sont une forme de droit dérivé adopté par le gouvernement. Leur adoption nécessite le consentement de la majorité absolue des membres du gouvernement. Elles sont adoptées pour mettre en œuvre un acte et dans les limites prévues par la loi.

## Organisation juridictionnelle

### Cour constitutionnelle
La conformité d'une norme à la Constitution est constatée par la Cour constitutionnelle. 

## Sources
- (en) Cet article est partiellement ou en totalité issu de l’article de Wikipédia en anglais intitulé « Law of Slovakia » (voir la liste des auteurs).

## Compléments